# Kropptjärnen (Ore socken, Dalarna)
Kropptjärnen är en sjö i Rättviks kommun i Dalarna och ingår i Dalälvens huvudavrinningsområde. Sjön har en area på 0,0629 kvadratkilometer och ligger 332,9 meter över havet.

## Delavrinningsområde
Kropptjärnen ingår i det delavrinningsområde (679631-147089) som SMHI kallar för Ovan Björnbergsbäcken. Medelhöjden är 358 meter över havet och ytan är 22,72 kvadratkilometer. Det finns inga avrinningsområden uppströms utan avrinningsområdet är högsta punkten. Nöttjärnsån som avvattnar avrinningsområdet har biflödesordning 3, vilket innebär att vattnet flödar genom totalt 3 vattendrag innan det når havet efter 321 kilometer. Avrinningsområdet består mestadels av skog (88 procent). Avrinningsområdet har 0,06 kvadratkilometer vattenytor vilket ger det en sjöprocent på 0,3 procent.